# Třída Maracaibo
Třída Maracaibo (jinak též třída Bachaquero) byla třída tankových výsadkových lodí britského královského námořnictva z éry druhé světové války. Tři jednotky této třídy vznikly přestavbou ropných tankerů s  malým ponorem. Ve službě byly v letech 1941–1945. Sloužily jako prototypy tehdy nového typu výsadkových lodí LST.

## Stavba
Tankové výsadkové lodě LST byly vyvinuty k podpoře obojživelných operací za druhé světové války. Jejich úkolem byla přeprava tanků a jejich výsadek přímo na invazní pláže. U  zrodu lodí LST stáli Britové, kteří museli po úspěšné německé invazi do Francie v roce 1940 spěšně evakuovat zbytky svých vojsk z přístavu Dunkerk. Jelikož tehdy neměli námořní lodě schopné přímo na pobřeží nalodit těžkou vojenskou techniku, museli v přístavu zanechat své tanky a další vybavení. Premiér Winston Churchill proto požadoval urychlené postavení lodí schopných oceánské plavby a následně výsadku přímo na břeh.
Britové nejprve na LST jako dočasné řešení přestavěli tři středně velké tankery s malým ponorem, které původně sloužily na jezeře Maracaibo. Tankery postavila loděnice Furness Shipbuilding Company v Haverton Hill-on-Tees. Zrekvírovány byly na přelomu let 1940 a 1941 a následně v Belfastu přestavěny na výsadková plavidla. Zatímco Bachaquero a Misoa byly sesterské lodě, třetí jednotka Tasajera byla o něco menší. Všechny tři jednotky třídy Maracaibo byly do služby přijaty roku 1941. První dvě byly dokončeny v srpnu a třetí v prosinci 1941.
Jednotky třídy Maracaibo:
| Jméno                 | Založení kýlu  | Spuštěna        | Vstup do služby | Osud                                                                                          |
| --------------------- | -------------- | --------------- | --------------- | --------------------------------------------------------------------------------------------- |
| HMS Bachaquero (F110) | 27. října 1936 | 7. května 1937  | srpen 1941      | Tanker v prosinci 1940 zrekvírován a přestavěn na LST. Vrácen 1945, přestavěn zpět na tanker. |
| HMS Misoa (F117)      | 30. října 1936 | 22. června 1937 | srpen 1941      | Tanker v prosinci 1940 zrekvírován a přestavěn na LST. Vrácen 1945, přestavěn zpět na tanker. |
| HMS Tasajera (F125)   | 6. srpna 1937  | 3. března 1938  | prosinec 1941   | Tanker v únoru 1941 zrekvírován a přestavěn na LST. Vrácen 1945, přestavěn zpět na tanker.    |

## Konstrukce

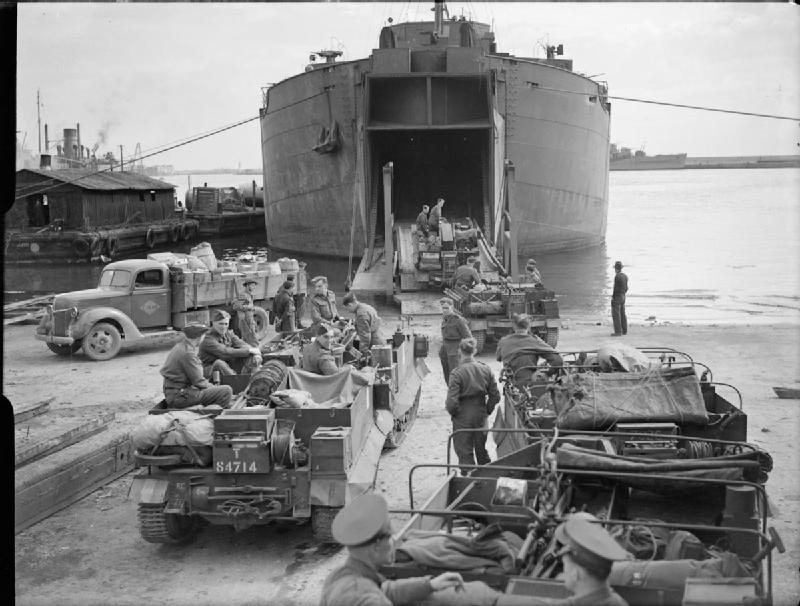
HMS Bachaquero

Výsadek plavidlo opouštěl pomocí příďové rampy. Na palubě byly rovněž dva vyloďovací čluny LCM. Přepravováno bylo až dvacet dva 25tunových tanků a 207 vojáků. Výzbroj tvořily čtyři 40mm kanóny, šest 20mm kanónů a dva 107mm minomety. Pohonný systém tvořily dva parní stroje o výkonu 3000 hp, pohánějící dva lodní šrouby. Nejvyšší rychlost dosahovala 12 uzlů.

## Služba
Přestavěné tankery třídy Maracaibo byly poprvé a relativně úspěšně nasazeny při vylodění v severozápadní Africe. Do blízkosti přístavu Oran přepravily lehké tanky M3 Stuart. Ukázalo se však, že pro vysazení tanků přímo na pláž v této lokalitě mají stále příliš velký ponor. Prokázaly však funkčnost konceptu tankových výsadkových lodí. Později byly nasazeny také na Sicílii a v Normandii. Po skončení války byla všechna tři plavidla vrácena majitelům a přestavěna zpět na tankery.